# Богдан, Иван Гаврилович
Иван Гаврилович Богдан (29 февраля 1928, Дмитро-Беловка, Криворожский округ — 25 декабря 2020) — советский борец классического стиля, чемпион и призёр чемпионатов СССР, чемпион мира, олимпийский чемпион, Заслуженный мастер спорта СССР (1960). Член КПСС с 1961 года.

## Спортивные результаты
- Чемпионат СССР по классической борьбе 1953 года — ;
- Чемпионат СССР по классической борьбе 1955 года — ;
- Классическая борьба на летней Спартакиаде народов СССР 1956 года — ;
- Чемпионат СССР по классической борьбе 1958 года — ;
- Спартакиада дружественных армий 1958 —
- Классическая борьба на летней Спартакиаде народов СССР 1959 года — ;
- Чемпионат СССР по классической борьбе 1960 года — ;
- Чемпионат СССР по классической борьбе 1961 года — ;

В воспоминаниях советского тренера С. А. Преображенского:

О нашем тяжеловесе Иване Богдане до сих пор ещё рассказывают разные борцовские истории. Могучий, здоровущий парень все свои действия и поступки рассчитывал скрупулезно и точно, словно мудрый старик. Он не шёл на необоснованный риск и не совершал что-либо не обдуманное ранее. Мне вспоминается его участие в чемпионате мира 1961 года в Йокогаме, год спустя после Олимпиады в Риме.

Лежит Иван на койке, отдыхает. Пришли ребята с жеребьевки, принесли её результаты. «А ну, хлопци, дайте мне квиток», — обращается к ним Богдан. Те дают листочек бумаги, на котором выписаны результаты жеребьевки тяжеловесов. Иван с минуту изучал его, а потом сказал: «Ось цим выиграю по баллам, цього ложу, дале выходной, с нимцем дилаю ничью, вин мене боится, не полизе в борьбу. Усе, хлопци, я чемпион!» — и повернулся на другой бок, продолжая свой отдых. Мы потом специально следили за тем, как будет складываться спортивная судьбы Ивана Богдана. Всё было, как он планировал. Он действовал точно по разработанному сценарию. Я уверен, что если бы нужно было проиграть самому захудалому борцу, но этим столкнуть своих конкурентов, Иван не замедлил бы проиграть. И получилось так, что наши ребята в остальных весовых категориях ещё сражались, не щадя ни сил, ни здоровья, а Иван уже был чемпионом.— 
Из интервью Ивана Богдана:
Скажите, если не секрет, а что с вами произошло после триумфального выступления на чемпионате мира 1961 года? Разное тогда говорили, но никто толком не знал, за что же вас вывели из сборной.

- Да сегодня это вызовет улыбку, а тогда это квалифицировалось чуть ли не как криминал. В Японии я купил жене пару модных кофточек. Что-то себе оставила, а что-то знакомым продала. Кто-то донес, а наверху сделали меня «невыездным». Все были в шоке, сочувствовали, жалели, возмущались, но... на кухне. Нет, я никого не виню, время было такое...

## Признание
- Орден «За заслуги» II степени (2012)[5]
- Орден «За заслуги» III степени (2002)[6]
- Орден Трудового Красного Знамени (16.09.1960) — за успешные выступления в XVII летних и VIII зимних Олимпийских играх 1960 года, а также за выдающиеся спортивные достижения[7].

В Николаеве проводится Всеукраинский турнир по греко-римской борьбе среди юношей на призы Ивана Богдана.